# 8529 Sinzi
8529 Sinzi eller 1992 UH2 är en asteroid i huvudbältet som upptäcktes den 19 oktober 1992 av de båda japanska astronomerna Kazuro Watanabe och Kin Endate vid Kitami-observatoriet. Den är uppkallad efter Akira M. Sinzi.
Den tillhör asteroidgruppen Vesta.